# Oregon Route 213

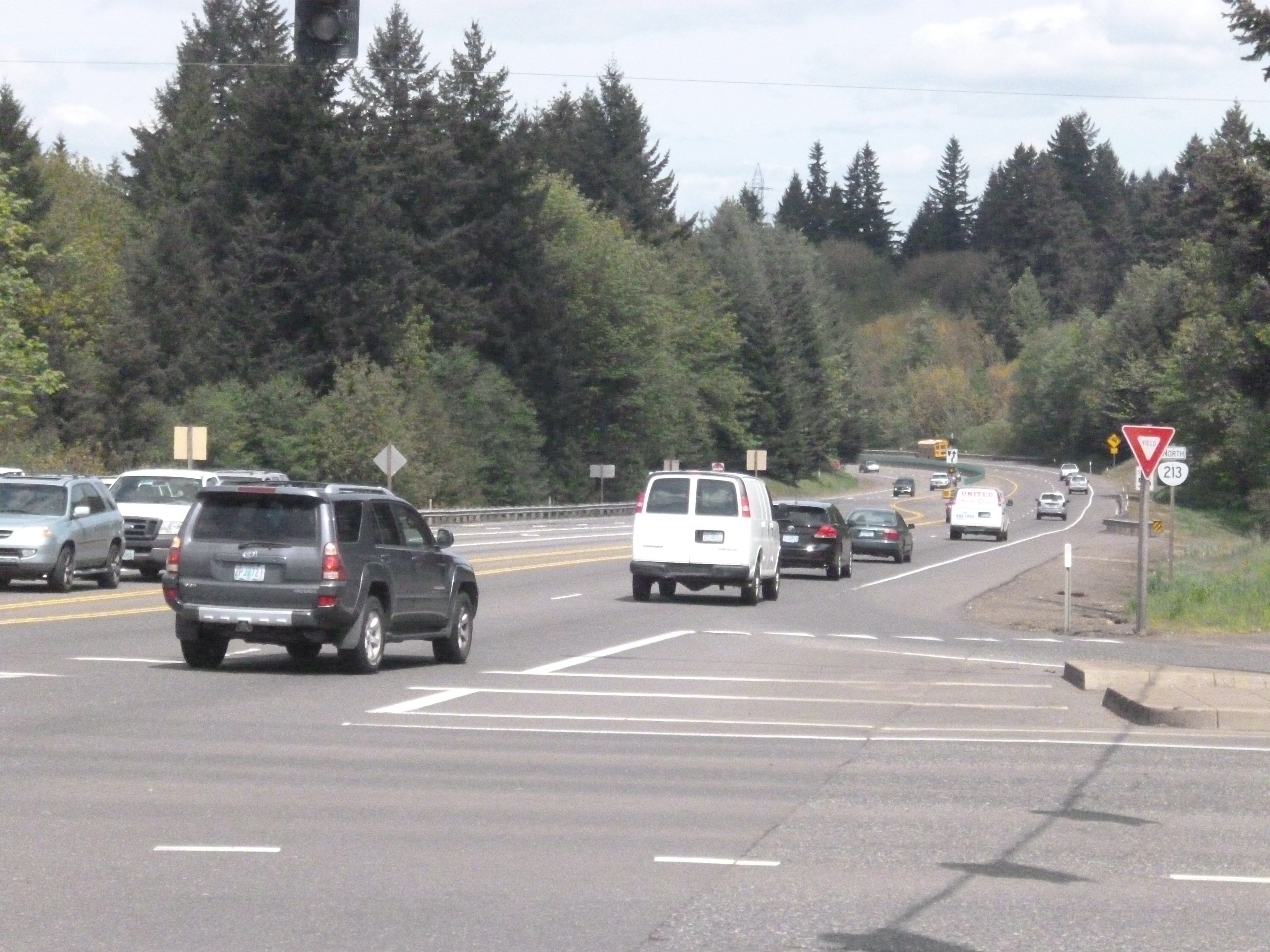
Az út kezdete

Az Oregon Route 213 (OR-213) egy oregoni állami országút, amely észak–déli irányban az Interstate 5 salemi csomópontjától a 30-as szövetségi országút elkerülő szakaszának a portlandi repülőtérrel való elágazásáig halad.
A szakasz Cascade Highway South Highway No. 160 néven is ismert, de egyes rövidebb részeket más, helyi nevekkel illetnek.

## Leírás
Az útvonal Salem északnyugati részén, az Interstate 5 Market Streeti lehajtójánál, a Lancaster Drive csomópontjában kezdődik és északra, majd keletre halad. A város elhagyása után északkeletre majd újra északra fordul, ezután a North Howell-i kereszteződést követően Silvertonba érkezik. Az Ezüst-patak keresztezése és a 224-es úttal történő találkozása után a pálya Liberalba érkezését követően északra fordul, majd áthalad a Molalla-folyó felett, valamint érinti Mulinót, ahol a helyi repülőtér mellett fut. Az út Oregon City külvárosába érkezését követően újra északkeletre fordul, majd északnyugatra haladva az Interstate 205-höz érkezik, majd két kilométeren át közös szakaszon haladnak. A Clackamas-folyó keresztezése és a 212-es úttal való találkozása után a 13. számú kihajtótól az út újra önálló szakaszán halad; a 224-es újabb csomópontja után északra fordul, majd Harmony és Battin települések érintése után megérkezik Portlandbe, ahol az útvonal a 30-as szövetségi országút repülőtéri elágazásában végződik.

### Nyomvonal-korrekciók
- Az Interstate 205 megépülte előtt az Interstate 5-re nemcsak nyugati, hanem keleti irányban is fel lehetett hajtani; továbbá a 212-es és 213-as utak az 82nd Drive-on közös szakaszon futottak.
- A 224-es út megépülte előtt a Sunnyside Roadon délre, majd a mai Sunnybrooknál keletre fordulva a 84. sugárúton Amberen és Clackamason át a 82. út felé lehetett haladni.
- Az Oregon City-i elkerülő 1980-as évekbeli megépülte előtt az országút a Washington Street és 7th Street kereszteződésén, valamint a Molalla Avenue-n át volt vezetve.
- Az útnak korábban nem volt közvetlen kapcsolata az Interstate 5-tel, hanem nyugati irányban az 99W út régi szakaszáig (Portland Road/Fairgrounds Road).